# 絡穴
絡穴（らくけつ）とは、疾病の際に反応のよく現れるところである。表裏の経を同時に治療したり、腑病・慢性疾患に効果があるとされている。

## 絡穴の一覧
- 手陰経
  - 肺経：列缺
  - 心経：通里
  - 心包経：内関
- 足陰経
  - 脾経：公孫
  - 腎経：大鐘
  - 肝経：蠡溝
- 手陽経
  - 大腸経：偏歴
  - 小腸経：支正
  - 三焦経：外関
- 足陽経
  - 胃経：豊隆
  - 膀胱経：飛揚
  - 胆経：光明

### 奇経
- 任脈：鳩尾
- 督脈：長強

### 脾の大絡
- 脾経：大包